# ديفيد ديلانو كلارك
ديفيد ديلانو كلارك (بالإنجليزية: David Delano Clark)‏ هو عالم نووي وفيزيائي أمريكي، ولد في 10 فبراير 1924 في أوستن في الولايات المتحدة، وتوفي في 22 ديسمبر 1997 في إثاكا في الولايات المتحدة.